# Сан-Никола-ин-Карчере (титулярная диакония)
Титулярная диакония Сан-Никола-ин-Карчере (лат. Diaconia Sancti Nicolai in Carcere Tulliano) — титулярная диакония была основана Папой Григорием III около 731 года, для ухода за заключёнными. Наряду с диаконией Санта-Мария-ин-Портико-Октавиаэ, она была создана, чтобы заменить диаконию Санти-Нерео-эд-Акиллео, которая была возведена в ранг титулярной церкви кардинала-священника, и диаконию Сан-Алессио, которая была упразднена. Согласно Кристофори, популярное название этого титула: Сан-Никола-ин-Карчере-Тулльяно, было неправильным, так как тюрьма Тулльяно соответствует Мамертинской тюрьме, расположенной у подножия Капитолия, а диакония была возведена около тюрьмы Декавира. Она не была региональной диаконией, а одной из четырёх Палатинских диаконий, кардиналы которых помогали Папе при богослужениях. Титулярная диакония принадлежит базилике Сан-Никола-ин-Карчере, расположенной в районе Рипа, недалеко от Бычьего форума.

## Список кардиналов-дьяконов и кардиналов-священников титулярной диаконии Сан-Никола-ин-Карчере
- Уго Д’Алатри — (1099—1117);
- Крисогоно Малькондини — (или Константин) (1117 — около 1123, до смерти);
- Джованни Дауферио — (1122—1130, после Конклава 1130 года последовал повиновению антипапы Анаклета II до 1133 года);
- Оттавиано ди Монтичелли, из графов Тускулумских — (1138 — 2 марта 1151, назначен кардиналом-священником Санта-Чечилия, затем избран антипапой Виктором IV);
  - вакантно (1151—1190);
- Эджидио ди Ананьи — (1190 — 1194, назначен кардиналом-священником Санта-Сусанна);
  - вакантно (1194—1198);
- Жерар, O.Cist. — (декабрь 1198 — 1199, назначен кардиналом-священником Сан-Марчелло);
  - вакантно (1199—1205);
- Гвидо Пьерлеони — (1205 — 18 декабря 1221, назначен кардиналом-епископом Палестрины);
  - вакантно (1221—1227);
- Оддоне Монферратский или Отон де Монферрат) — (18 сентября 1227 — 28 мая 1244, назначен кардиналом-епископом Порто и Санта Руфины);
- Джованни Гаэтано Орсини — (28 мая 1244 — 25 ноября 1277, избран Папой Николаем III);
  - вакантно (1277—1281);
- Бенедетто Каэтани старший — (12 апреля 1281 — 22 сентября 1291, in commendam 22 сентября 1291 — 24 декабря 1294, избран Папой Бонифацием VIII);
- Гульельмо Лонги — (18 сентября 1294 — 9 апреля 1319, до смерти);
  - вакантно (1319—1381);
- Ландольфо Марамальдо — (21 декабря 1381 — 16 октября 1415, до смерти);
  - вакантно (1415—1456);
- Родриго Борджиа — (17 сентября 1456 — 30 августа 1471, назначен кардиналом-епископом Альбано, затем избран Папой Александром VI);
- Джованни Баттиста Савелли (17 марта 1484 — 1498, до смерти);
  - вакантно (1498—1500);
- Аманьё д’Альбре (5 октября 1500 — 20 декабря 1520, до смерти);
  - вакантно (1520—1531);
- Иньиго Лопес де Мендоса-и-Суньига — (21 июня 1531 — 15 января 1537, до смерти);
- Родриго Луис де Борха-и-де-Кастре-Пинос — (15 января — 6 августа 1537, до смерти);
- Никколо Каэтани — (16 апреля 1538 — 9 марта 1552, назначен кардиналом-дьяконом Сант-Эустакьо);
- Джакомо Савелли — (9 марта 1552 — 16 декабря 1558, назначен кардиналом-дьяконом Санта-Мария-ин-Козмедин);
- Джованни Баттиста Консильери — (16 декабря 1558 — 25 августа 1559, до смерти);
- Карло Карафа — (31 января 1560 — 4 марта 1561, до смерти);
- Франческо Гонзага — (10 марта 1561 — 16 июля 1562, назначен кардиналом-священником Сан-Лоренцо-ин-Лучина);
- Жорж д’Aрманьяк — титулярная диакония pro hac vice (16 июля 1562 — 10 июля 1585, до смерти);
- Франческо Сфорца — (29 июля 1585 — 5 декабря 1588, назначен кардиналом-дьяконом Санта-Мария-ин-Виа-Лата);
- Асканио Колонна — (5 декабря 1588 — 14 января 1591, назначен кардиналом-дьяконом Санта-Мария-ин-Козмедин);
- Федерико Борромео старший — (14 января 1591 — 17 сентября 1593, назначен кардиналом-священником Санта-Мария-дельи-Анджели-э-деи-Мартири);
- Пьетро Альдобрандини — (3 ноября 1593 — 14 июня 1604, назначен кардиналом-священником Сан-Панкрацио-фуори-ле-Мур);
- Карло Эмануэле Пио ди Савойя старший — (25 июня 1604 — 2 октября 1623, назначен кардиналом-дьяконом Санта-Мария-ин-Виа-Лата);
- Карло Медичи — (2 октября 1623 — 17 октября 1644, назначен кардиналом-дьяконом Сант-Эустакьо);
- Джанджакомо Теодоро Тривульцио — (17 октября 1644 — 12 декабря 1644, назначен кардиналом-дьяконом Сант-Анджело-ин-Пескерия);
- Ринальдо д’Эсте — (12 декабря 1644 — 12 марта 1668, назначен кардиналом-священником Санта-Пуденциана);
- Фридрих Гессен-Дармштадтский — (12 марта 1668 — 14 мая 1670, назначен кардиналом-дьяконом Сант-Агата-алла-Субурра);
- Паоло Савелли — (14 мая 1670 — 23 мая 1678, назначен кардиналом-дьяконом Санта-Мария-ин-Козмедин);
  - вакантно (1678—1681);
- Урбано Саккетти — (22 сентября 1681 — 28 ноября 1689, назначен кардиналом-дьяконом Санта-Мария-ин-Виа-Лата);
- Джанфранческо Джинетти — (28 ноября 1689 — 18 сентября 1691, до смерти);
  - вакантно (1691—1699);
- Анри Альбер де Ла Гранж д’Аркен — (11 апреля 1699 — 24 мая 1707, до смерти);
- Лоренцо Альтьери — (8 июня 1707 — 14 ноября 1718, назначен кардиналом-дьяконом Сант-Агата-алла-Субурра);
  - вакантно (1718—1721);
- Дамиан Хуго Филипп фон Шёнборн-Буххайм — (16 июня — 10 сентября 1721, назначен кардиналом-священником Сан-Панкрацио-фуори-ле-Мура);
  - вакантно (1721—1728);
- Антонио Банкьери — (10 мая 1728 — 16 сентября 1733, до смерти);
  - вакантно (1733—1738);
- Карло Реццонико старший — (27 января 1738 — 15 мая 1747, назначен кардиналом-священником Санта-Мария-ин-Арачели, затем избран Папой Климентом XIII);
- Марио Болоньетти — (15 мая 1747 — 1 февраля 1751, назначен кардиналом-дьяконом Санта-Мария-ад-Мартирес);
- Доменико Орсини д’Арагона — (26 ноября 1753 — 24 января 1763, назначен кардиналом-дьяконом Санта-Мария-ад-Мартирес);
  - вакантно (1763—1770);
- Джованни Баттиста Реццонико — (12 декабря 1770 — 21 июля 1783, до смерти);
  - вакантно (1783—1787);
- Ромоальдо Браски-Онести — (29 января 1787 — 2 апреля 1800, назначен кардиналом-дьяконом Санта-Мария-ад-Мартирес);
- Марино Карафа ди Бельведере — (20 июля 1801 — 24 августа 1807, отрёкся от кардинальского сана);
  - вакантно (1807—1816);
- Пьетро Видони младший — (29 апреля 1816 — 10 августа 1830, до смерти);
  - вакантно (1830—1834);
- Никола Гримальди — (23 июня 1834 — 12 января 1845, до смерти);
- Джузеппе Антонио Заккья Рондинини — (24 апреля — 26 ноября 1845, до смерти);
  - вакантно (1845—1847);
- Пьетро Марини — (12 апреля 1847 — 19 августа 1863, до смерти);
  - вакантно (1863—1874);
- Камилло Тарквини, S.J. — (16 января — 15 февраля 1874, до смерти);
- Доменико Бартолини — (31 марта 1875 — 3 апреля 1876, назначен кардиналом-священником Сан-Марко);
  - вакантно (1876—1879);
- Йозеф Хергенрётер — (15 мая 1879 — 1 июня 1888, назначен кардиналом-дьяконом Санта-Мария-ин-Виа-Лата);
  - вакантно (1888—1907);
- Гаэтано Де Лай — (19 декабря 1907 — 27 ноября 1911, назначен кардиналом-епископом Сабины и Поджо-Миртето);
  - вакантно (1911—1922);
- Джузеппе Мори — (14 декабря 1922 — 13 марта 1933); титулярная диакония pro hac vice (13 марта 1933 — 30 сентября 1934, до смерти);
- Никола Канали — (19 декабря 1935 — 3 августа 1961, до смерти);
  - вакантно (1961—1967);
- Патрик Алоизиус О’Бойл — титулярная диакония pro hac vice (29 июня 1967 — 10 августа 1987, до смерти);
  - вакантно (1987—1994);
- Алоис Грильмайер, S.J. — (26 ноября 1994 — 13 сентября 1998, до смерти);
- Зенон Грохолевский — (21 февраля 2001 — 21 февраля 2011); титулярная диакония pro hac vice (21 февраля 2011 — 17 июля 2020, до смерти);
- Сильвано Мария Томази — (28 ноября 2020 — по настоящее время).